# Kovalivka, Vasîlkiv
Kovalivka (în ucraineană Ковалівка) este o comună în raionul Vasîlkiv, regiunea Kiev, Ucraina, formată numai din satul de reședință.

## Demografie
Componența lingvistică a comunei Kovalivka
     Ucraineană (97,87%)
     Rusă (2,07%)
Conform recensământului din 2001, majoritatea populației comunei Kovalivka era vorbitoare de ucraineană (97,87%), existând în minoritate și vorbitori de rusă (2,07%).